# Кучин, Александр Васильевич
Александр Васильевич Кучин (род. 31 мая 1949 года, Баку) — учёный-химик, доктор химических наук, профессор, академик РАН, специалист в области органического и металлоорганического синтеза, лауреат премии имени А. Н. Несмеянова (1999) и ордена «За заслуги перед отечеством» II степени.

## Биография
Родился 31 мая 1949 года в Баку в семье офицера советской армии.
В 1971 году окончил технологический факультет Уфимского нефтяного института, где в 1976 году защитил кандидатскую диссертацию «Исследование реакции гидроаллюминирования непредельных соединений».
В 1990 году защитил докторскую диссертацию «Разработка методов получения алюминийорганических соединений и использование их в органическом синтезе».
С 1990 года — заведующий отделом химии Коми научного центра УрО РАН в г. Сыктывкаре.
В 1995 году стал директором Института химии, организованного на базе отдела химии Коми научного центра.
В 2000 году стал членом-корреспондентом РАН, а в 2022 году был избран академиком РАН.
По состоянию на 2023 год руководит лабораторией органического синтеза и химии природных соединений Института химии.

### Научная деятельность
В научные интересы Кучина А. В. входят синтез органических соединений, получение биологически активных веществ, терпеноидов, фенолов, хлорофилла и его производных, выделение компонентов из растительного сырья, окислительные и восстановительные процессы, физиологически активные вещества, металлоорганический синтез, асимметрический синтез, катализ, лесохимия.
Основные научные и научно-технические достижения:
- Катализаторы полимеризации оксиранов, оксетанов и алкилирования фенолов;
- Металлоорганические регуляторы реологических свойств проводящих, резистивных и диэлектрических паст для микроэлектронной промышленности;
- Сесквитерпеновые репелленты для защиты крупного рогатого скота от кровососущих насекомых;
- Органоминеральное удобрение на основе отходов производства лесопромышленного комплекса;
- Стимуляторы роста и защитные препараты для растениеводства;
- Способы очистки сульфатного скипидара от сероорганических соединений с получением ценных товарных продуктов;
- Способы переработки древесной зелени хвойных пород;
- Сорбенты для медицины и технических целей.

### Общественная деятельность
Внёс значительный вклад в организацию и становление Института химии Коми НЦ УрО РАН, является создателем патентной службы Института.
В разное время был членом в различных общественных организациях:
- Научный совет по органической и элементоорганической химии ОХНМ РАН;
- Объединённый советы УрО РАН по химии;
- Российское химическое общество имени Д. И. Менделеева;
- Комиссия УрО РАН по работе с молодёжью;
- Президиум Коми НЦ УрО РАН.

Кучин А. В. является инициатором и организатором проведения многих всероссийских ежегодных конкурсов, конференций и совещаний, проводимых на базе Коми научного центра и за его пределами.
С 2002 по 2010 год возглавлял кафедру органической химии в Сыктывкарском государственном университете. В настоящее время ведёт педагогическую работу с аспирантами студентами в вузовско-академическом Учебно-научном центре ФХБ.
Под руководством Кучина А. В. защищено более 12 кандидатских диссертаций.
Кучин А. В. является автором и соавтором более 300 научных трудов и одной монографии; имеет 60 авторских свидетельств и является соавтором свыше 75 патентов РФ.

## Премии и награды
Кучин А. В. является лауреатом и обладателем следующих премий и наград:
- Знак «Изобретатель СССР» (1986)
- Премия имени А.Н. Несмеянова (РАН, 1999) — за работу «Алюминийорганический синтез»
- Медаль ордена «За заслуги перед Отечеством» II степени (1999)
- Медали ВДНХ и Международной академии авторов научных открытий и изобретений имени А. С. Попова «За заслуги в деле изобретательства» (2001)
- Почётная грамота Республики Коми (2005)
- Премия Правительства Республики Коми имени П.А. Сорокина (2006)
- Орден Дружбы (2010)
- Лауреат трёх премий правительства Республики Коми в области научных исследований (2006, 2010 и 2018)
- Почётное звание «Заслуженный изобретатель Российской Федерации» (2018)
- Медаль имени И.Я. Постовского (УрО РАН, 20 июня 2019) — за серию работ по теме «Химия и технология растительных веществ»
- Почётный ветеран Уральского отделения РАН (17 декабря 2019) — за достигнутые трудовые успехи и многолетнюю плодотворную работу
- Почётный золотой знак Российского Химического Общества им. Д.И. МЕНДЕЛЕЕВА «За заслуги перед РХО»